# Pseudosynagelides monteithi
Pseudosynagelides monteithi is een spinnensoort uit de familie springspinnen (Salticidae). De soort komt voor in Queensland.